# Battlefield 4
Battlefield 4 (även känt som BF4) är ett tv- och datorspel inom genren förstapersonsskjutare. Spelet utvecklades av den svenska spelstudion DICE och lanserades av Electronic Arts. Battlefield 4 är det tolfte spelet i Battlefield-spelserien och en uppföljare till Battlefield 3 från 2011. Spelet gavs ut till Microsoft Windows, Playstation 3 och Xbox 360 den 31 oktober 2013 i Sverige. I november samma år gavs spelet ut till plattformarna Playstation 4 och Xbox One.
| Battlefield 4-paket  | Medföljer i Standard-utgåvan | Medföljer i Premium-utgåvan | Släppt för PC    |
| -------------------- | ---------------------------- | --------------------------- | ---------------- |
| Standardkartor (DLC) | Ja                           | Ja                          | Oktober 2013     |
| China Rising         | Nej                          | Ja                          | 3 december 2013  |
| Second Assault       | Nej                          | Ja                          | 18 februari 2014 |
| Naval Strike         | Nej                          | Ja                          | 31 mars 2014     |
| Dragon's Teeth       | Nej                          | Ja                          | 15 juli 2014     |
| Final Stand          | Nej                          | Ja                          | 18 november 2014 |
| Weapons Crate        | Ja                           | Ja                          | 26 maj 2015      |
| Night Operations     | Ja                           | Ja                          | 1 september 2015 |
| Community Operations | Ja                           | Ja                          | 27 oktober 2015  |
| Legacy Operations    | Ja                           | Ja                          | 15 december 2015 |